# Маседониън Стадис (1983 – 1995)
Вижте пояснителната страница за други значения на Македонски изследвания.
„Маседониън Стадис“ (на английски: Macedonian Studies, в превод: Македонски изследвания) с подзаглавие Тримесечно списание за македонска история, византология, балканистика, култура и исторически традиции на славяните в Южна Европа (quarterly journal devoted to Macedonian history, Byzantine studies cultural and historic tradition of the Slavs in Southern Europe) е австрийско тримесечно научно списание, издавано от „Маседониън Стадис“ между 1983 и 1995 година.

## История
Списанието се публикува с поддръжката на Австрийското федерално министерство на науката и изследванията и на Австрийската национална банка.